# Міхновський Данило Євдокимович
Данило Євдокимович Міхновський (бл. 1770—18 грудня 1841) — український православний духівник. Представник роду Міхновських. Син Євдокима Міхновського, священика у села Пищики. Закінчив курс філософії у Київській духовній академії (грудень 1793). Рукоположений у священики (18 березня 1794), очолив парафію Михайлівської церкви села Пищики. Намісник (з 1806), депутат (з 1807), духівник (з 1825). Нагороджений набедреником (1806).